# Deutschlandhaus (Hamburg)

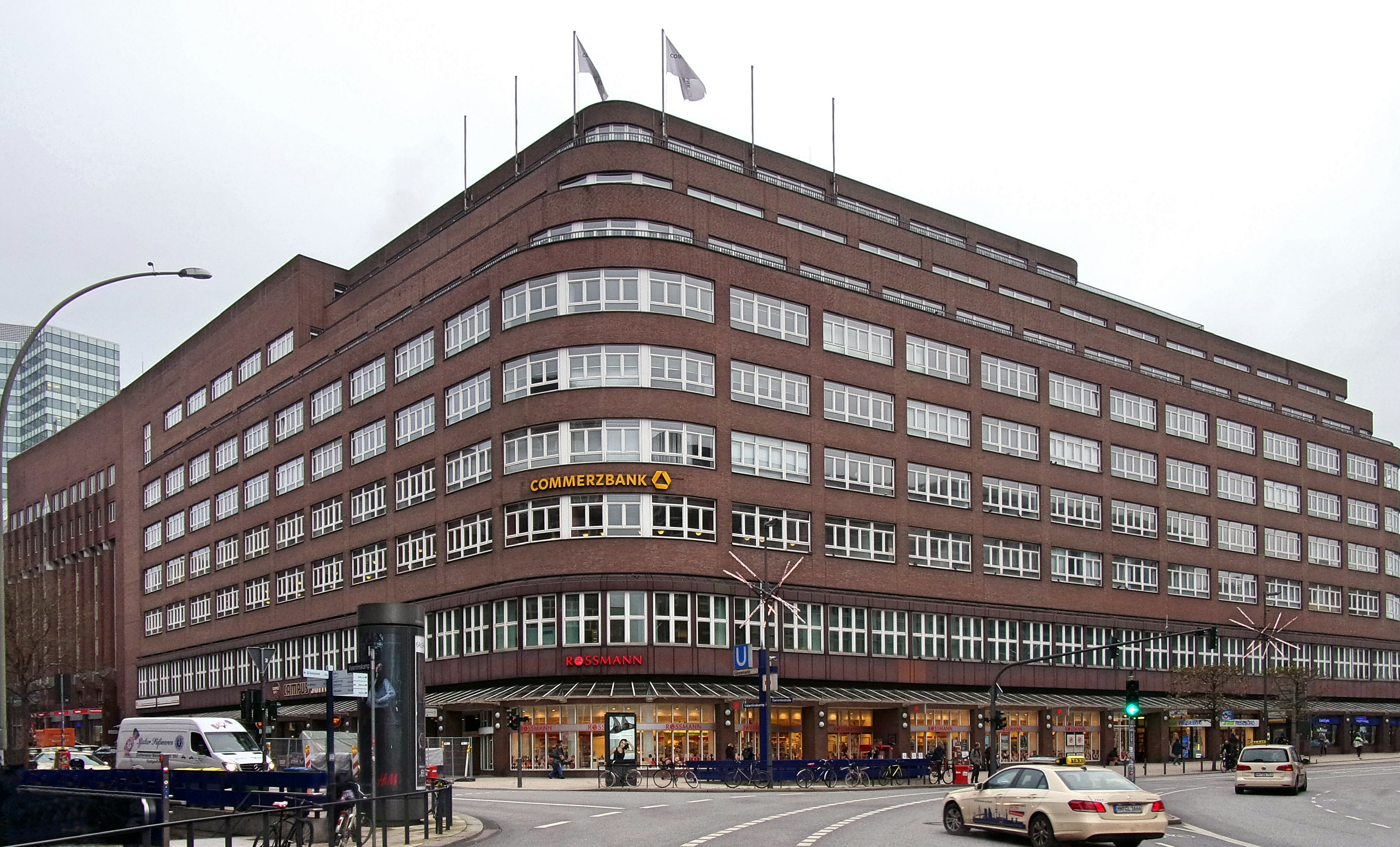
Das ursprüngliche Deutschlandhaus (2017)

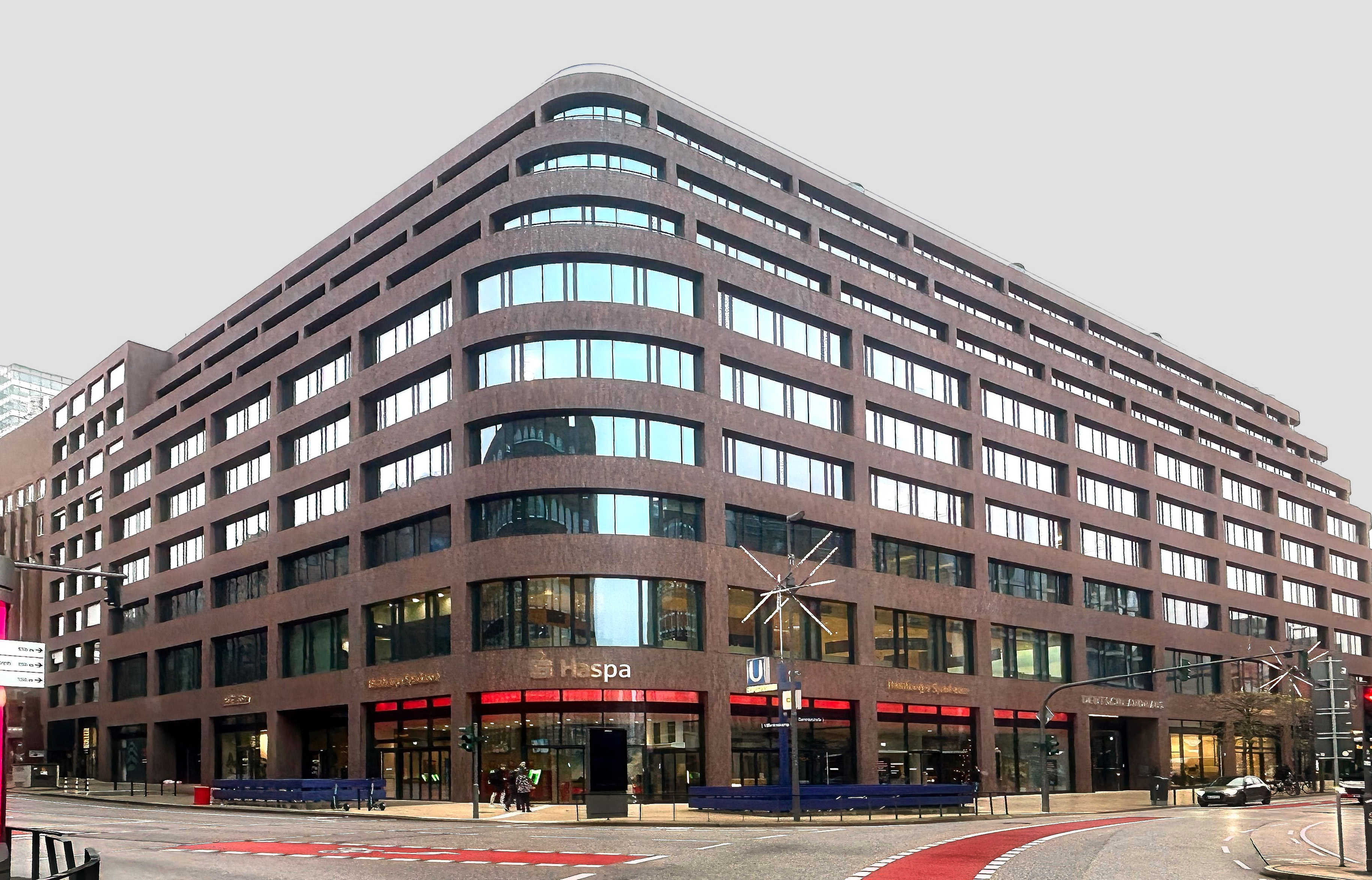
Das neue Deutschlandhaus nach Plänen Hadi Teheranis

Das Deutschlandhaus am Gänsemarkt in Hamburg war ein von 1928 bis 1929 nach Entwürfen von Fritz Block und Ernst Hochfeld errichtetes Kontorhaus. 2019 wurde das alte Deutschlandhaus abgerissen und durch einen Neubau ersetzt.

## Nutzungsgeschichte und Umbauten
Das Gebäude wurde ursprünglich als Bürohaus genutzt und zählte somit zu den Kontorhäusern Hamburgs. Neben den Büroflächen nahm das Gebäude ein Kaufhaus, Ladenpassagen und ein großes Lichtspieltheater auf. Der Ufa-Palast gehörte damals mit etwa 2.700 Plätzen zu den größten Kinos in Europa. Das markante achtstöckige Gebäude wurde in Stahlskelettbauweise errichtet; die Backsteinfassade war mittels durchlaufender Fensterbänder horizontal gegliedert.

### Beschädigung im Zweiten Weltkrieg
Das Deutschlandhaus brannte im Zweiten Weltkrieg 1944 nach Luftangriffen zum Teil aus. Von 1946 bis 1949 baute die englische Besatzungsmacht das beschlagnahmte Haus wieder auf, wobei bauliche Veränderungen vorgenommen wurden, und taufte es in Hamburg House um. Das zerstörte Kino wurde nicht wieder hergerichtet, sondern abgetragen. Nach dem Umbau nutzten die Briten das Gebäude für Unterkünfte und Versorgung ihres Personals, unter anderem mit Tanzsälen und Küchen. 1952 zogen die britischen Behörden aus, die NAAFI nutzte nur noch ein Stockwerk ganz und zwei weitere zum Teil. Das Gebäude hieß nun wieder Deutschlandhaus.

### Umbau ab 1975
Von 1975 bis 1978 wurde der im Krieg völlig zerstörte Gebäudeflügel zur Drehbahn neu errichtet; verantwortlicher Architekt war Heinz Schudnagies vom Büro Dietrich & Partner. Im zweiten Bauabschnitt von 1979 bis 1982 wurden auch die erhaltenen Trakte umgebaut. Die Modernisierung galt unter denkmalschützerischen und ästhetischen Gesichtspunkten als wenig gelungen, unter anderem wurden die Fensterprofile vergröbert und die originale Klinkerfassade am Erkerband komplett durch Ziegel mit rustikaler Handstrichoptik ersetzt.
Das Deutschlandhaus war eines von wenigen erhaltenen frühmodernen Gebäuden (Stromlinien-Moderne) dieser Art in Deutschland, stand jedoch nicht unter Denkmalschutz.

## Abriss und Neubau

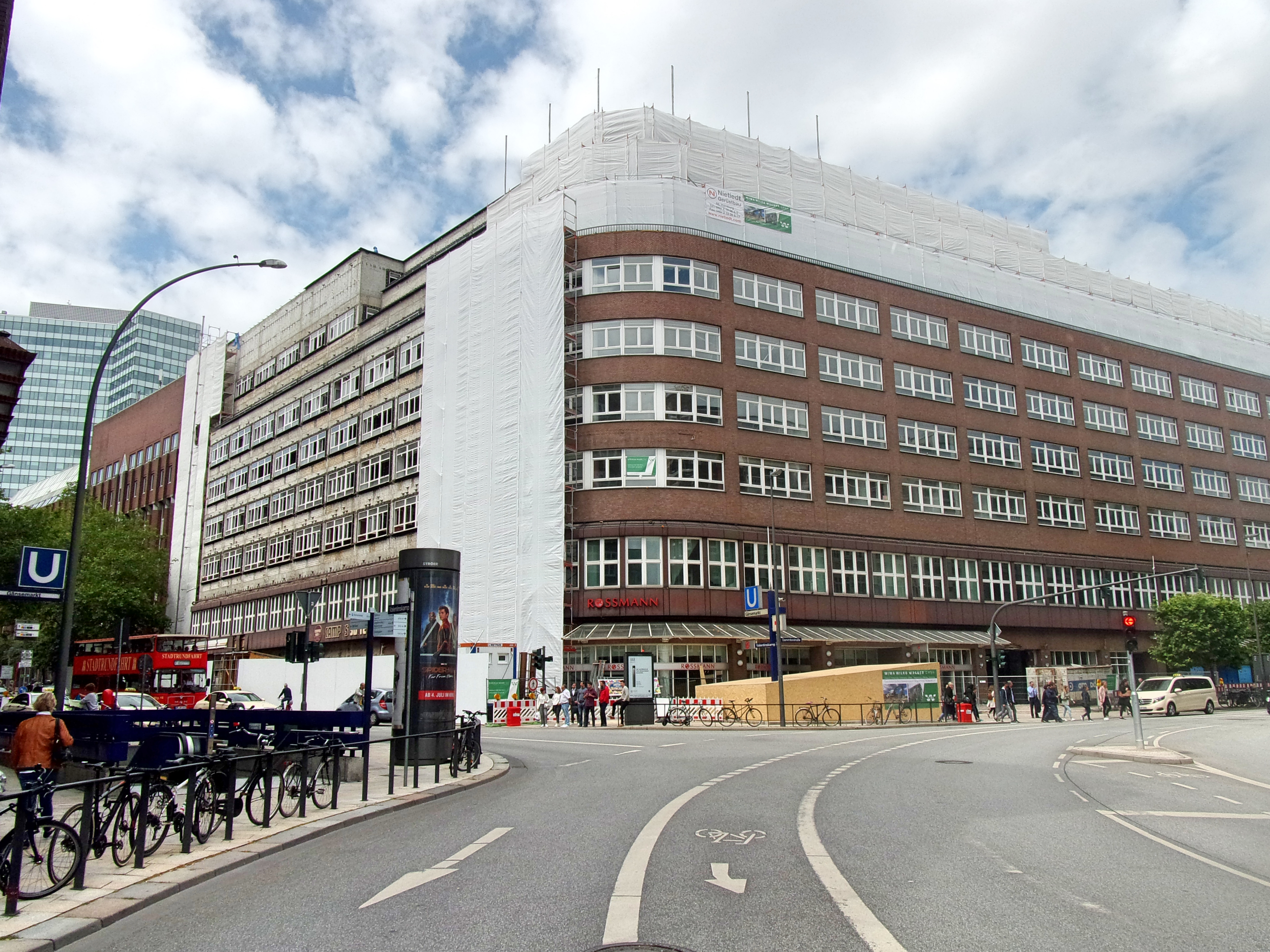
Das Deutschlandhaus in Vorbereitung auf den geplanten Abriss

Die ABG Real Estate Group erwarb den Gebäudekomplex 2014. Im Oktober 2017 wurden für das Haus Abriss- und Neubaupläne bekannt, die nach ersten Plänen des Architekten Hadi Teherani verfolgt und im Lauf des Jahres 2018 konkretisiert wurden. Die Kunsthistorikerin Iris Wenderholm kritisierte Anfang 2018 den Abriss eines „historisch und städtebaulich bedeutenden, identitätsstiftenden Bauwerkes“ als Skandal.
Der Abriss wurde 2019 durchgeführt, Grundsteinlegung für den Neubau war im Oktober 2020. Für die Projektentwicklung ist die ABG Real Estate Group verantwortlich. Der Entwurf für den Neubau stammt von Hadi Teherani Architects. Die Fertigstellung erfolgte 2024. Eine Besonderheit ist eine ca. 1200 Quadratmeter große Palmenhalle unter einer knapp 40 Meter hohen Dachkuppel im Innenhof. Hauptmieter des Gebäudes ist die Hamburger Sparkasse, die das Gebäude als Zentrale nutzt und hier rund 1700 Mitarbeitende konzentriert. In dem Gebäude gibt es außerdem 30 Wohnungen sowie Restaurant- und Geschäftsflächen.